# Saint-Vincent-de-Boisset
Saint-Vincent-de-Boisset là một xã trong tỉnh Loire miền trung nước Pháp.